# Hideji Ōtaki
Hideji Ōtaki (大 滝 秀 治 Ōtaki Hideji?) (6 de junio de 1925- 2 de octubre de 2012) fue un actor japonés.

## Carrera
Después de servir en la Segunda Guerra Mundial, él se interesó en el teatro y ayudó a fundar la compañía Gekidan Mingei en 1950. Ganó fama por su trabajo en televisión de la década de 1970, también apareciendo en muchas películas, especialmente las de Juzo Itami. Su última película, Anata e, protagonizada por Ken Takakura, fue lanzado unos meses antes de su muerte. Murió de cáncer de pulmón en su casa en Tokio el 2 de octubre de 2012.

## Premios
Ganó el premio al Mejor Actor de Reparto en los Primeros Premios de Cine Hochi por あにいもうと, Kimi yo fundo no kawa o watare y Fumō Chitai.

## Filmografía selecta
- Los niños de Hiroshima (1952)
- Sol Negro (1964)
- あにいもうと (1976)
- Kimi yo fundo no kawa o watare (1976)
- Fumō Chitai (1976)
- Kagemusha (1980)
- Río Dotonbori (1982)
- El Funeral (1984)
- Tampopo (1985)
- Los cuentos de una Geisha de Oro (1990)
- Días de la infancia (1990)
- Minbo (1992)
- Spy Sorge (2003)
- Izo (2004)
- Anata e (2012)